# Brňany (Vyškov)
Brňany (německy Bründlitz) je bývalá zemědělská obec na jižním okraji města Vyškov, při silnici do Bučovic, od roku 1942 místní část Vyškova.

## Název
Na vesnici bylo přeneseno původní pojmenování jejích obyvatel Brňané. Jeho význam zřejmě byl "lidé obývající brní", přičemž brní je staré slovo označující bahnité místo. Teoreticky mohlo jméno obyvatel znamenat i "lidé, kteří přišli z (města) Brna" (podobně jako je to u jména Olomučan), jelikož nicméně Brňany leží ve staré sídelní oblasti, v níž jsou jména sídel odvozena od starobylých slov, je první výklad pravděpodobnější.

## Historie
Jednou z prvních zmínek o Brňanech (Brennan, Brunnaz) je zmínka z roku 1267, kdy koupil biskup Bruno ze Schauenburku od Radslava z Želče 11 lánů. Roku 1277 tuto ves biskup udělil lénem Dětřichovi Stangeovi, krom rybníka a mlýna, které si ponechal. Podle urbáře byly v roce 1450 v Brňanech dva rybníky Horní a Dolní. Dolní rybník byl založen biskupem Pavlem z Miličína, pod rybníkem byly dvě sádky na ryby. Do dnešních dob se ovšem nedochoval ani jeden, zanikly na přelomu 18. a 19. století.
- V 15. století zde byla fara, která v 16. století zanikla.
- Do roku 1806 tu stál kostel sv. Michala při kterém se pohřbívalo, dnes tu stojí jen kaple sv. Michala.
- 13. června 1857 celé Brňany lehly popelem (psáno v Moravském Národním listu z roku 1857 č.49)
- v roce 1905 otevřena mateřská škola s novou budovou z roku 1912
- Postaven kamenný kříž roku 1800.

Původně se Brňany nacházely v samostatném katastrálním území, které bylo roku 1965 začleněno do katastru Vyškova.

## Obyvatelstvo
| Místní část Brňany | Místní část Brňany | 1850 | 1869 | 1880 | 1890 | 1900 | 1910 | 1921 | 1930 | 1950 | 1961 | 1970 | 1980 | 1991 | 2001 | 2011 |
| ------------------ | ------------------ | ---- | ---- | ---- | ---- | ---- | ---- | ---- | ---- | ---- | ---- | ---- | ---- | ---- | ---- | ---- |
| Počet obyvatel     | celá obec          | 460  | 515  | 526  | 506  | 508  | 598  | 620  | 543  | 555  | 560  | 452  | 1810 | 2170 | 2162 | 1965 |
| Počet domů         | celá obec          | -    | 80   | 82   | 88   | 95   | 109  | 113  | 115  | 157  | -    | 135  | 200  | 276  | 309  | 325  |

## Pamětihodnosti
- Kaple svatého Michala stojí na místě dřívějšího farního kostela ze 14. a 15. století při kterém se do roku 1789 i pohřbívalo. Tento farní kostel byl zbořen roku 1806. Dnešní podobu získala kaple roku 2006 celkovou rekonstrukcí objektu.
- Reliéf ukřížovaného Krista v horní části dřívější vsi na domě č. 26 je zasazen reliéf ukřížovaného Krista s letopočtem 1636. Je hranolovitého tvaru o výšce 50 cm a šířce 32 cm a hloubce 30–40 cm. Dříve byl tento reliéf umístěn na čtyřbokém hranolovitém podstavci, osamotě v blízkosti domku. Roku 1927 byl odstraněn a zasazen do zdi domku. Zřejmě stál na místě pochování obětí moru, či cholery. Je velmi pravděpodobné, že tento reliéf stojící v blízkosti místa, jemuž se říkalo Na sakrovci, vystavěný v podobě božích muk, je připomínkou hrozivé epidemie.
- Kamenný kříž na křižovatce před hospodou věnovaný padlým v první světové válce z roku 1924.
- Kamenný kříž před Ústavem sociální péče pro dospělé.

## Galerie

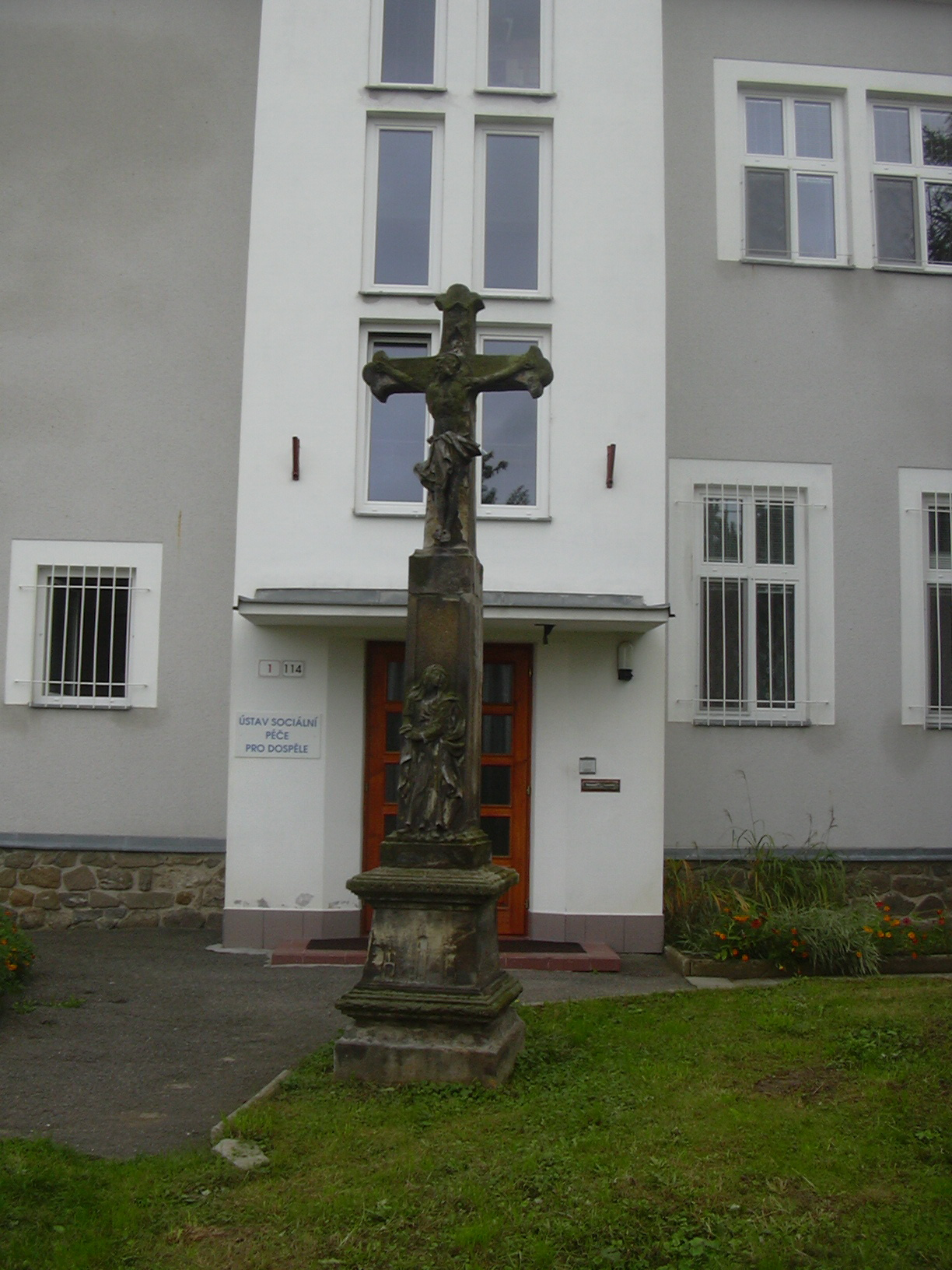
Kamenný kříž před ústavem Brňany
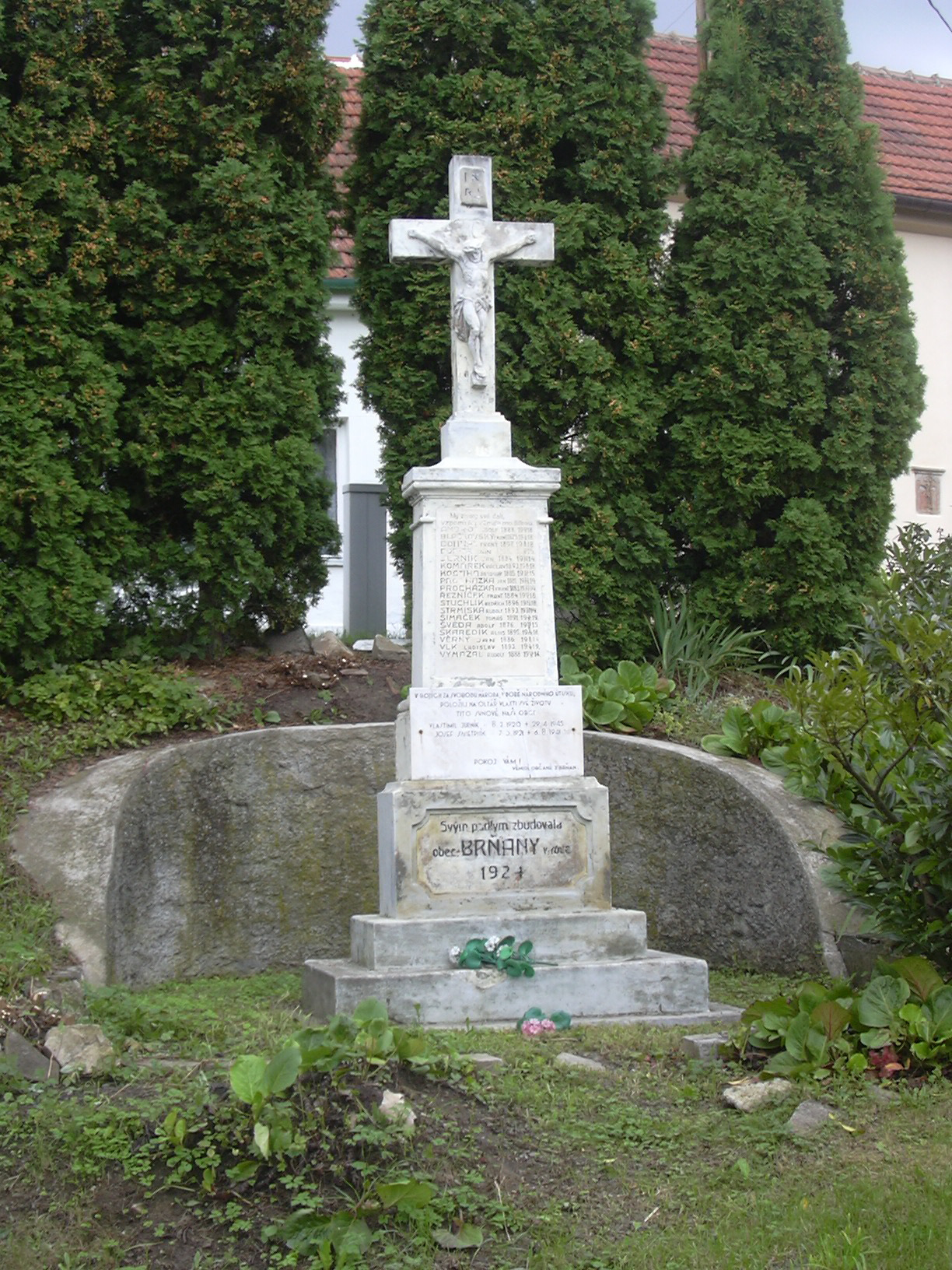
Kamenný kříž Brňany
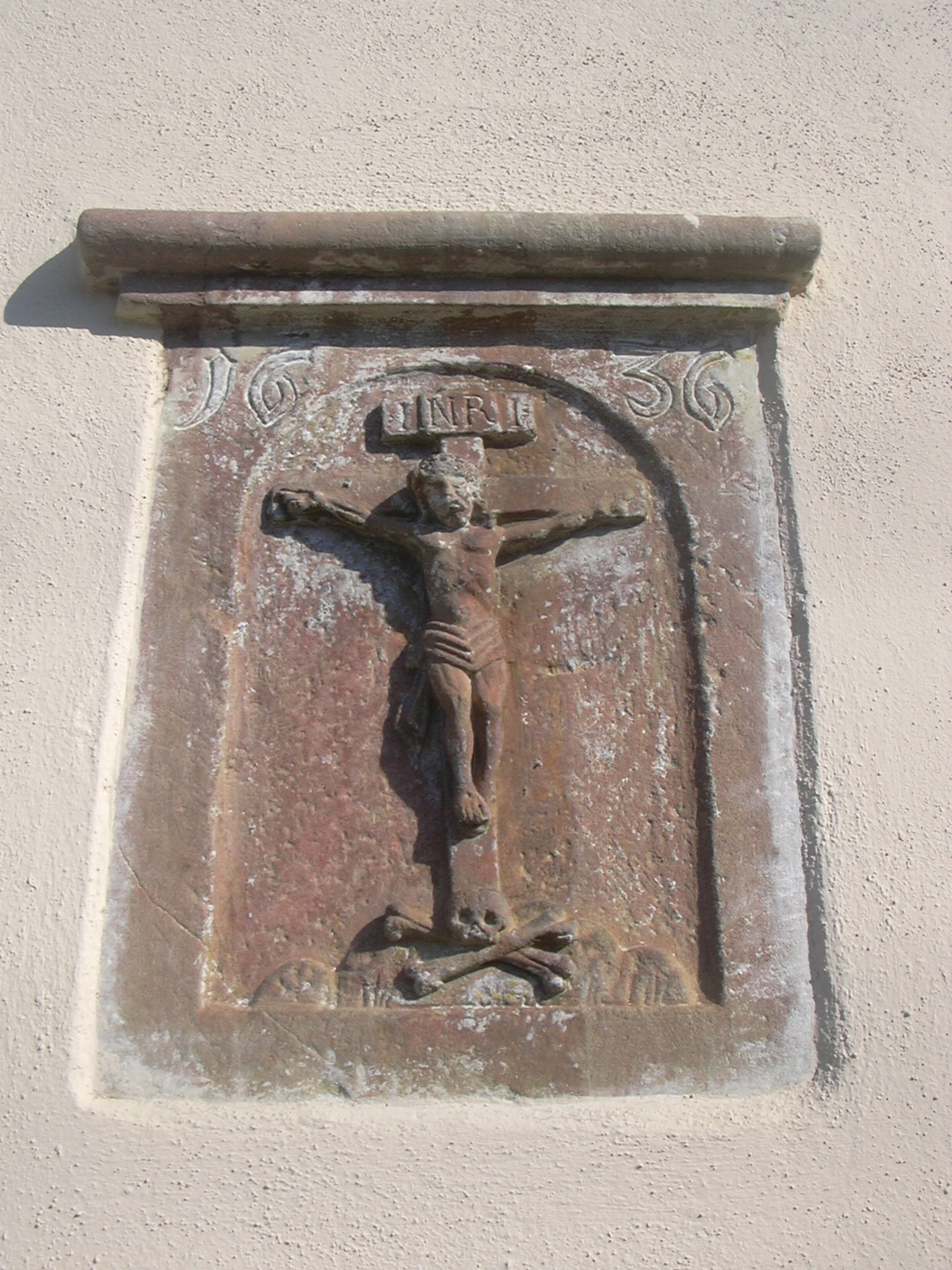
Reliéf ukřížovaného Krista
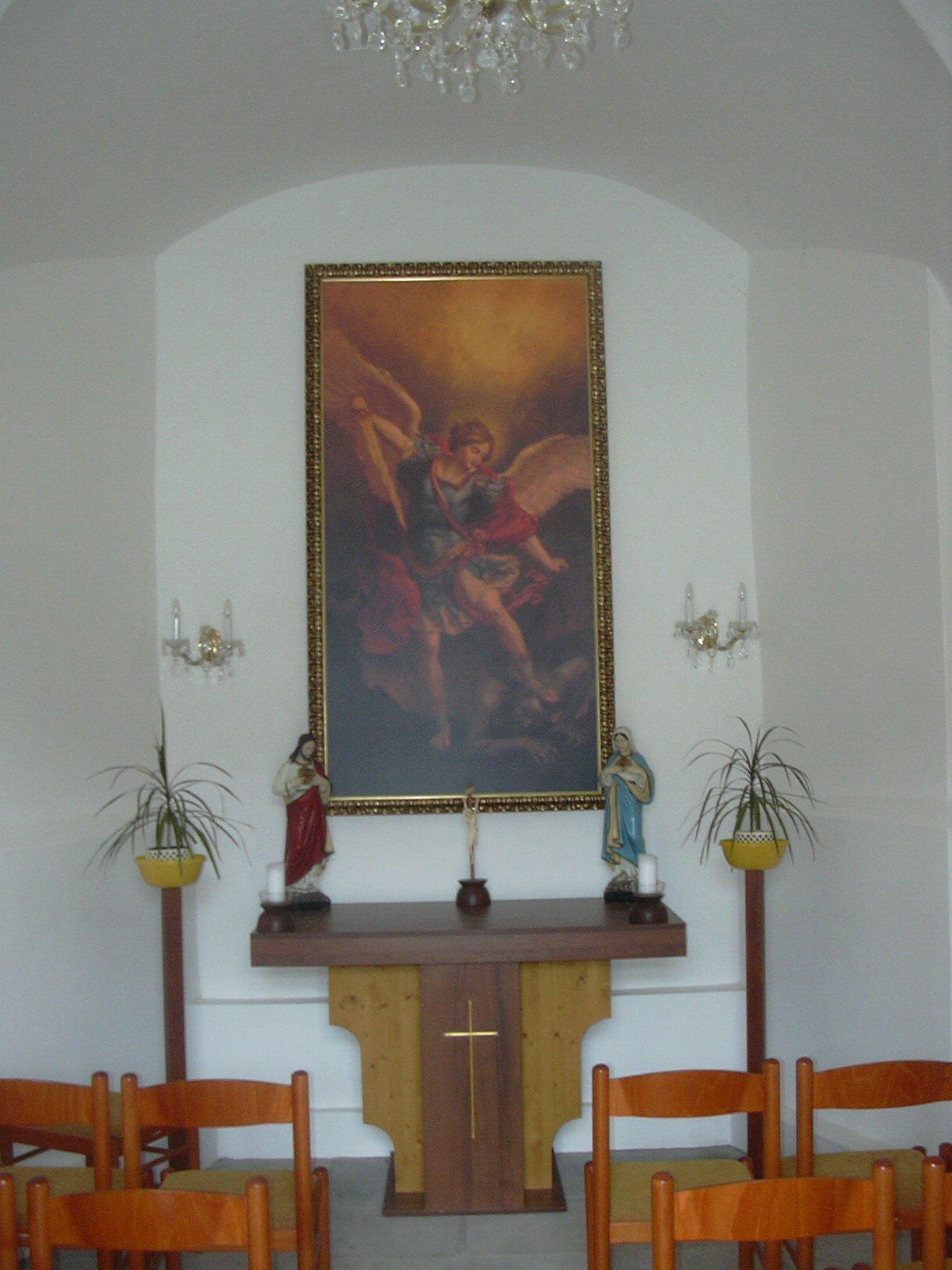
Interiér kaple sv. Michala

## Osobnosti
S obcí jsou spjaty tyto osobnosti:
- Karel Řezníček (1837) – tajemník města Slavkova a autor Abecední sbírky říšských a zemských zákonů a Spisu o bitvě u Slavkova
- Václav Oharek – znojemský děkan 1845, autor vlastivědy Tišnovska
- Alois Bednařík – příslušník československého letectva v RAF (1940–1945)[7]